# Haitham ibn Tariq

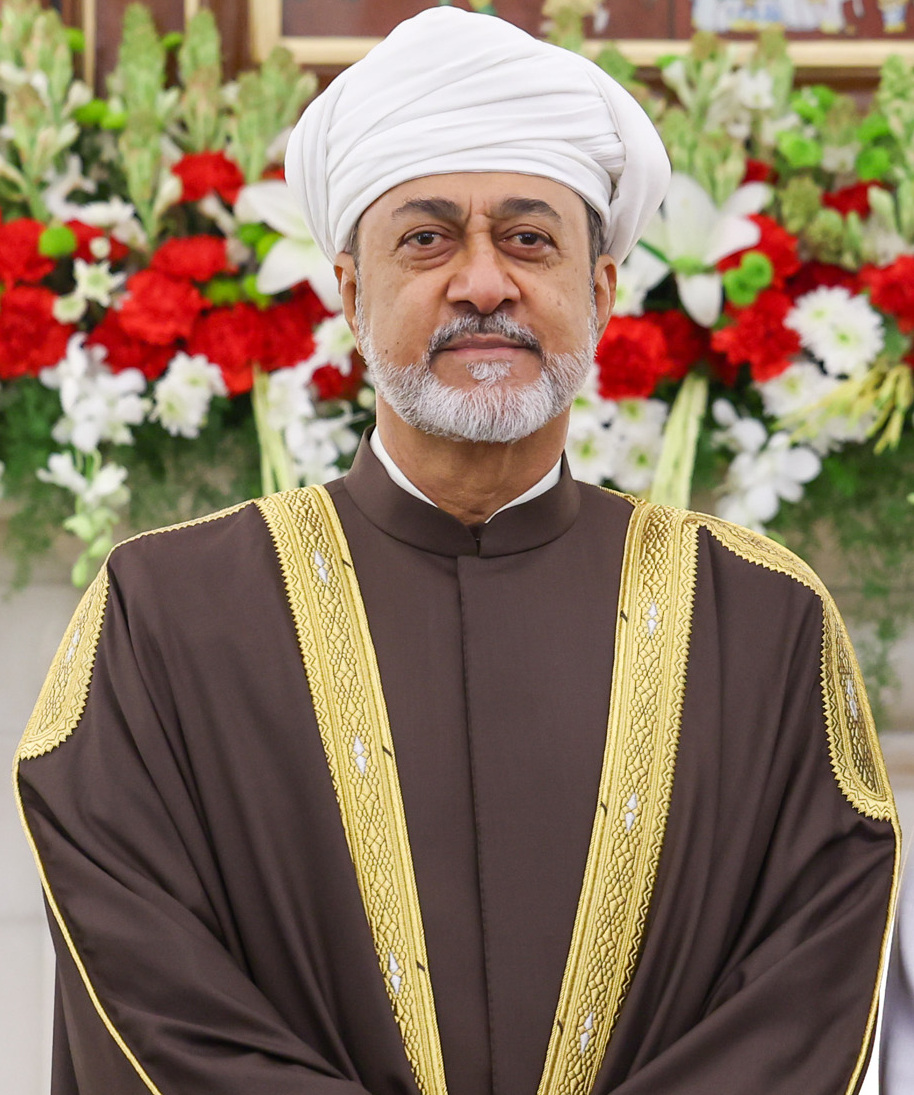
Haitham bin Tariq (2023)

Haitham bin Tariq bin Taymur al-Sa'id  (arabisch هيثم بن طارق بن تيمور آل سعيد, DMG Haiṯam b. Ṭāriq b. Taimūr Āl Saʿīd; * 13. Oktober 1954 in Maskat) ist seit dem 11. Januar 2020 der Sultan von Oman. Er ist in diesem Amt der Nachfolger seines Cousins Sultan Qabus ibn Said. Zuvor amtierte er als Minister für Kultur im Sultanat Oman.

## Leben
Haitham bin Tariq ist Mitglied der Bū-Saʿīd-Dynastie, die seit 1746 die Herrscher des Omans stellt. Sein Vater war Tariq bin Taimur, der in den 1970er Jahren als Premierminister unter Sultan Qabus wirkte. Tariq bin Taimurs Bruder war der ehemalige Sultan Said ibn Taimur. Haitham war Absolvent des Foreign Service Program (FSP) der University of Oxford im Jahre 1979 und absolvierte sein postgraduales Studium am Pembroke College. Er wurde 1980 zum Leiter der Oman Football Association; er gilt als begeisterter Sportfan. Er war von 1986 bis 1994 Unterstaatssekretär des Außenministeriums für politische Angelegenheiten und wurde später zum Generalsekretär des Außenministeriums ernannt (1994–2002). Ab Mitte der 1990er Jahre amtierte er als Minister für Kulturerbe. In dieser Zeit repräsentierte er das Sultanat oft im Ausland oder empfing ausländische Gäste. Er wird als nach außen blickend und westlich orientiert beschrieben. Andererseits galt das Kulturministerium während seiner Amtszeit als Minister als schlecht organisiert.
Er ist auch Vorsitzender des Komitees für die Zukunftsvision Oman 2040 sowie Ehrenpräsident der Oman Association for the Disabled und Ehrenpräsident der Omani-Japanese Friendship Association.
Haitham ist mit Ahad bint Abdallah bin Hamad Al Saïd verheiratet und hat vier Kinder mit ihr: die Söhne Dhiyazan, der 2021 zum Kronprinzen ernannt wurde, und Bilarab sowie die Töchter Thuraya und Omaima. Sein Cousin und Vorgänger Qabus war in den 1970er Jahren kurzzeitig mit Haithams Schwester Kamila bint Tariq Al Sa'id verheiratet, wodurch Qabus auch sein zeitweiliger Schwager war.

### Sultan von Oman
Haithams Vorgänger Sultan Qabus hatte keine Kinder oder Geschwister, so dass seine Nachfolge nicht klar war. Es war aber bekannt, dass Qabus in einem versiegelten Brief einen Thronfolger bestimmt hatte. Daher kam es über die Jahre zu Spekulationen über mögliche Nachfolger, in denen auch Haithams Halbbruder Assad bin Tariq al Said genannt wurde. Nach Qabus’ Tod am 10. Januar 2020 trat jedoch Haitham bin Tariq die Nachfolge als Sultan von Oman an, nachdem er am Folgetag in einer Dringlichkeitssitzung des Rates von Oman in al-Bustan vor diesem einen Eid geleistet hatte. Das omanische Staatsfernsehen teilte mit, Haitham sei der neue herrschende Sultan des Landes. Qabus hatte in dem genannten Brief offenbar ihn als Nachfolger vorgesehen.
Sein Titel als Sultan lautet „Sultan von Oman“, das Prädikat ist „Seine Majestät“. Als Sultan bekleidet er auch die Positionen des Premierministers, des Oberbefehlshabers der Streitkräfte, des Verteidigungsministers, des Finanzministers und des Außenministers des Landes. Am 18. August 2020 wurde durch 28 königliche Dekrete eine Neustrukturierung der Regierung angekündigt. Haitham hat seitdem nicht mehr die Posten des Zentralbankchefs, des Finanz- und des Außenministers inne. Unter dem Titel „Agenda 2040“ kündigte Haitham umfangreiche Reformen zur Diversifizierung und zur Senkung der wirtschaftlichen Abhängigkeit von den Öl-Einnahmen des Landes an.